# Elverum
Elverum je město v Norsku, v němž žije okolo 20 000 obyvatel. Je správním střediskem stejnojmenné obce v kraji Innlandet, která má rozlohu 1229 km² a žije v ní okolo 21 000 obyvatel. Nachází se v lesnatém regionu Østerdalen u švédských hranic a protéká jím řeka Glomma.
Název města pochází ze staronorského výrazu  Alfarheimr (statek u řeky). První písemná zmínka pochází z roku 1563, kdy bylo okolí jedním z hlavních bojišť severské sedmileté války. V dubnu 1940 byl v důsledku operace Weserübung do Elverumu evakuován norský parlament a odhlasoval zde předání legislativní pravomoci exilové vládě.
Obyvatele zaměstnává převážně dřevařský a sklářský průmysl, turistický ruch, Hedmarská vysoká škola a vojenská základna Terningmoen. Elverum má skanzen a lesnické muzeum, významnými památkami jsou kostel z roku 1736 a trosky pevnosti Christiansfjeld v městském parku.
Z Elverumu pochází běžec na lyžích Bjørn Dæhlie a hudební duo Marcus & Martinus. Klub Elverum Håndball je trojnásobným mistrem Norska v házené (2013, 2017 a 2018).

## Partnerská města
- Haslev (Dánsko)
- Tsumeb (Namibie)
- Siilinjärvi (Finsko)
- Sunne (Švédsko)